# Неофашизъм
Неофашизъм е понятие, обрисуващо набор от движения, изникнали след Втората световна война, които проявяват значителни елементи на фашизъм, като адмирации към Хитлер, Мусолини и прочее, инсигния на Нацистка Германия, Фашистка Италия, национализъм, нативизъм, антикомунизъм, опозиция по отношение на парламентарната система и либерална демокрация.